# Kavei Zahav
Kavei Zahav (hébreu : קווי זהב) est un Fournisseur d'accès à Internet en Israël. La société est aussi connue en tant que Golden Lines ou 012.
En 2005, l'entreprise commence à proposer une offre de services téléphoniques locaux avec l'indicatif 072.